# 柴田町

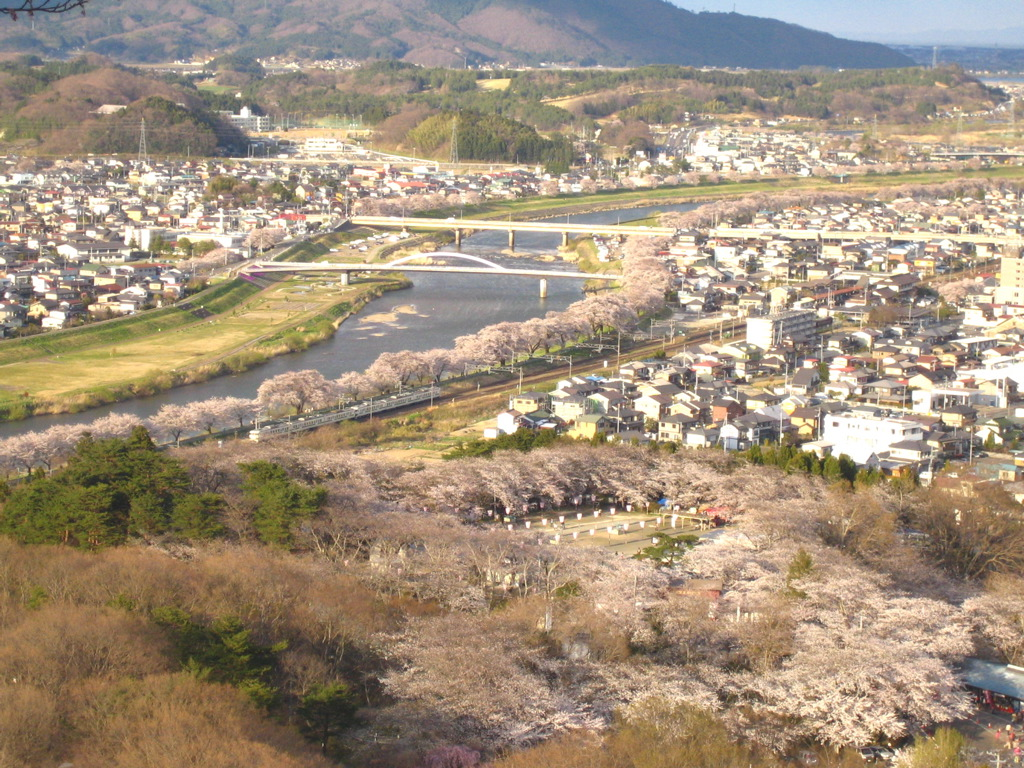
船岡城址公園から見る柴田町中心部（船岡地区）の街並み

柴田町（しばたまち）は、宮城県柴田郡にある町。県の地域区分では仙南地域（仙南圏）に含まれ、一方で都市圏としては仙台都市圏に含まれる。

## 概要
江戸時代の船岡盆地には、白石川左岸（北岸）に奥州街道・船迫宿、白石川右岸（南岸）に船岡城および船岡城下町があり、槻木盆地には奥州街道・槻木宿があった。両盆地を中心とする地域が明治の町村制でそれぞれ槻木村（明治37年に町制施行し槻木町となる）・船岡村（昭和16年に町制施行し船岡町となる）となり、戦後に合併して柴田町が成立した。
JR東北本線・船岡駅の南側の旧城下町周辺地域が旧来からの町の中心部であるが、国道4号柴田バイパス沿いに大型ロードサイド店舗が建ち並んでいる。市街地は西側に隣接する大河原町とコナーベーションしており、国道4号大河原バイパス沿いが柴田郡の中心商業地化して商圏が当町にも及んでいる。町内の大規模施設としては、第一海軍火薬廠跡地に誘致された船岡駐屯地、仙台大学、工場などがある。
伊達騒動での主要人物である原田甲斐こと原田宗輔の城下町として知られる。また、白石川堤一目千本桜および船岡城址公園が桜の名所として知られ、開花期には多くの観光客が集まる。

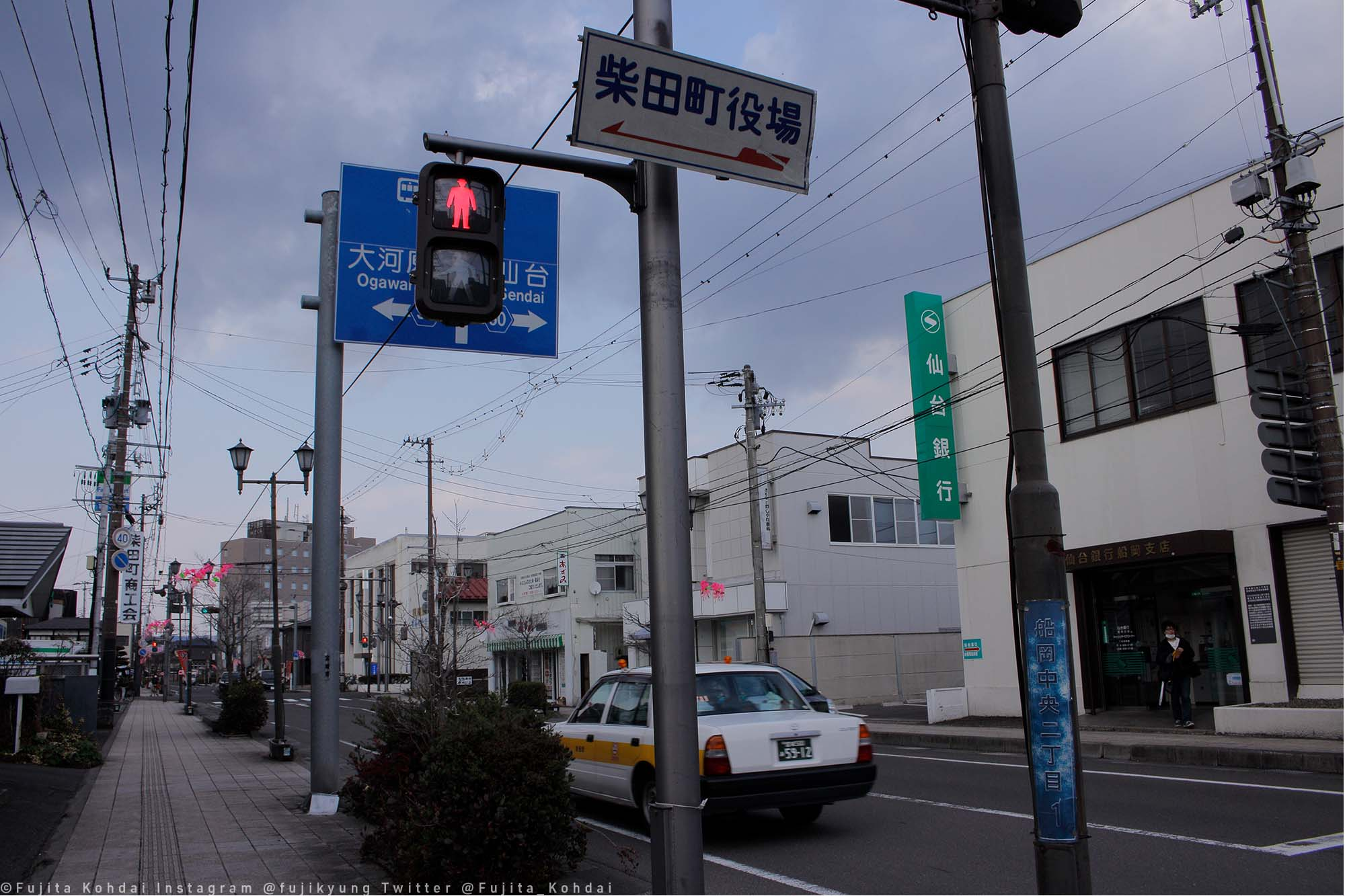
船岡の市街地
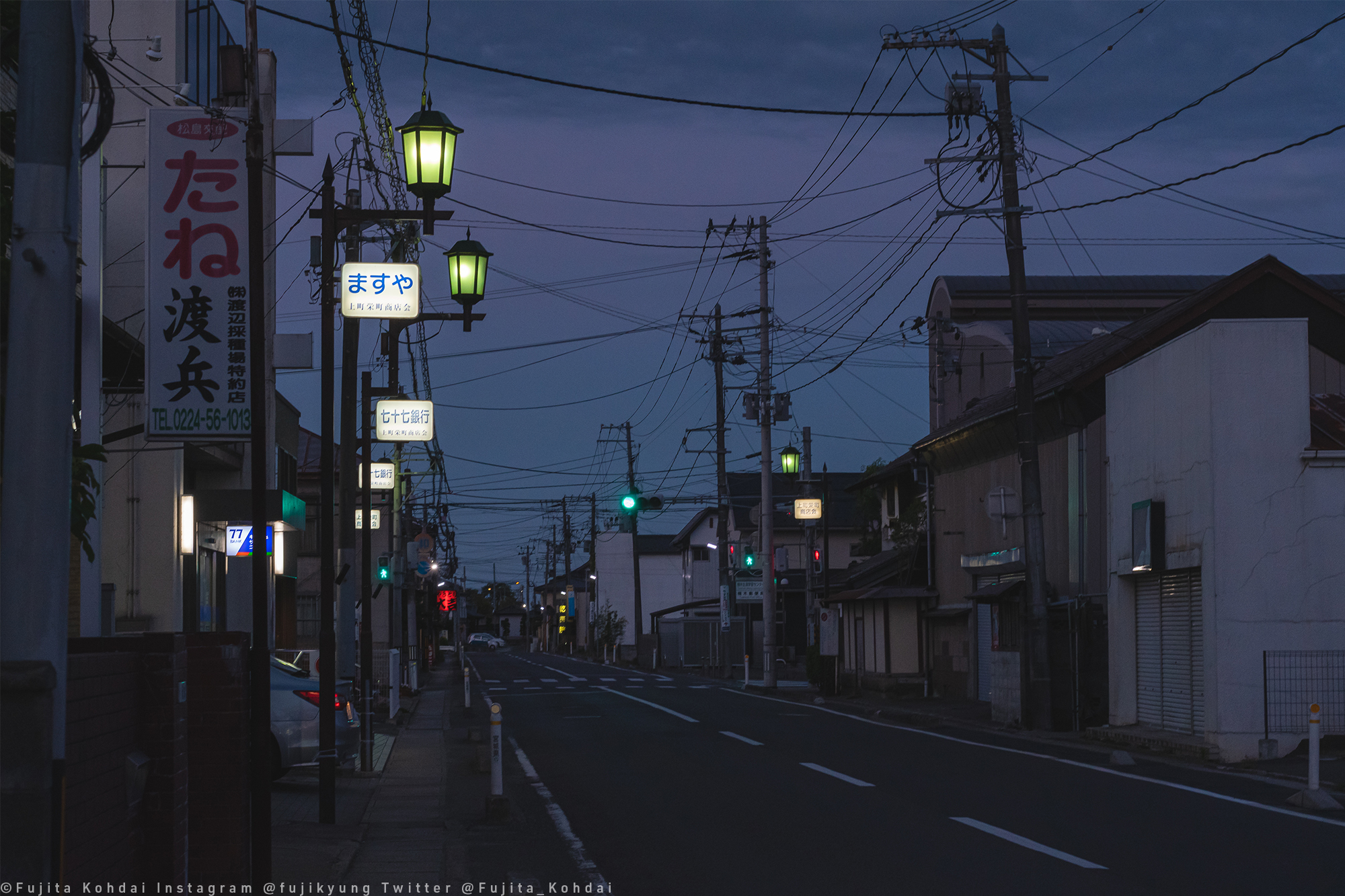
槻木の市街地
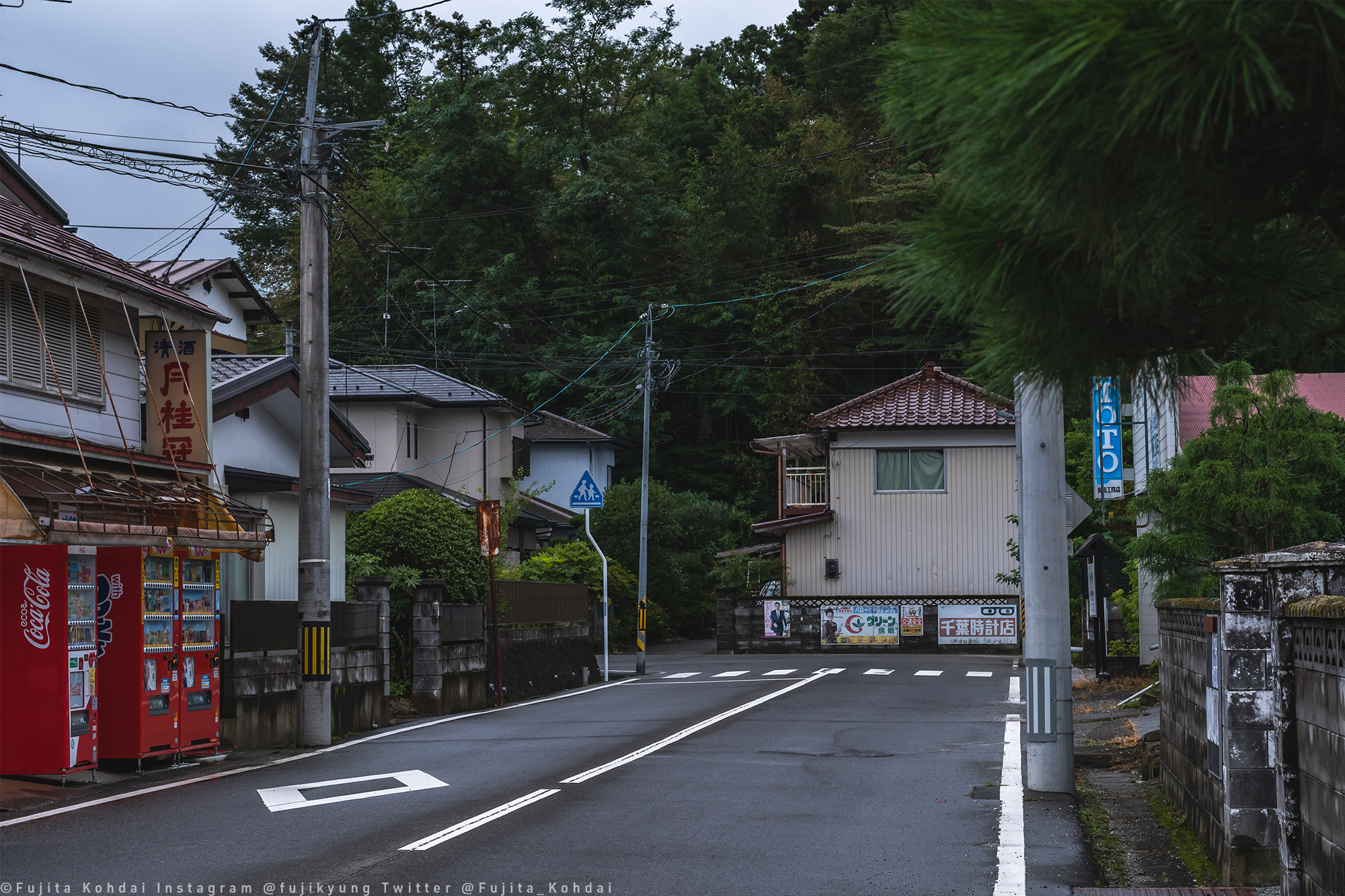
旧船迫宿
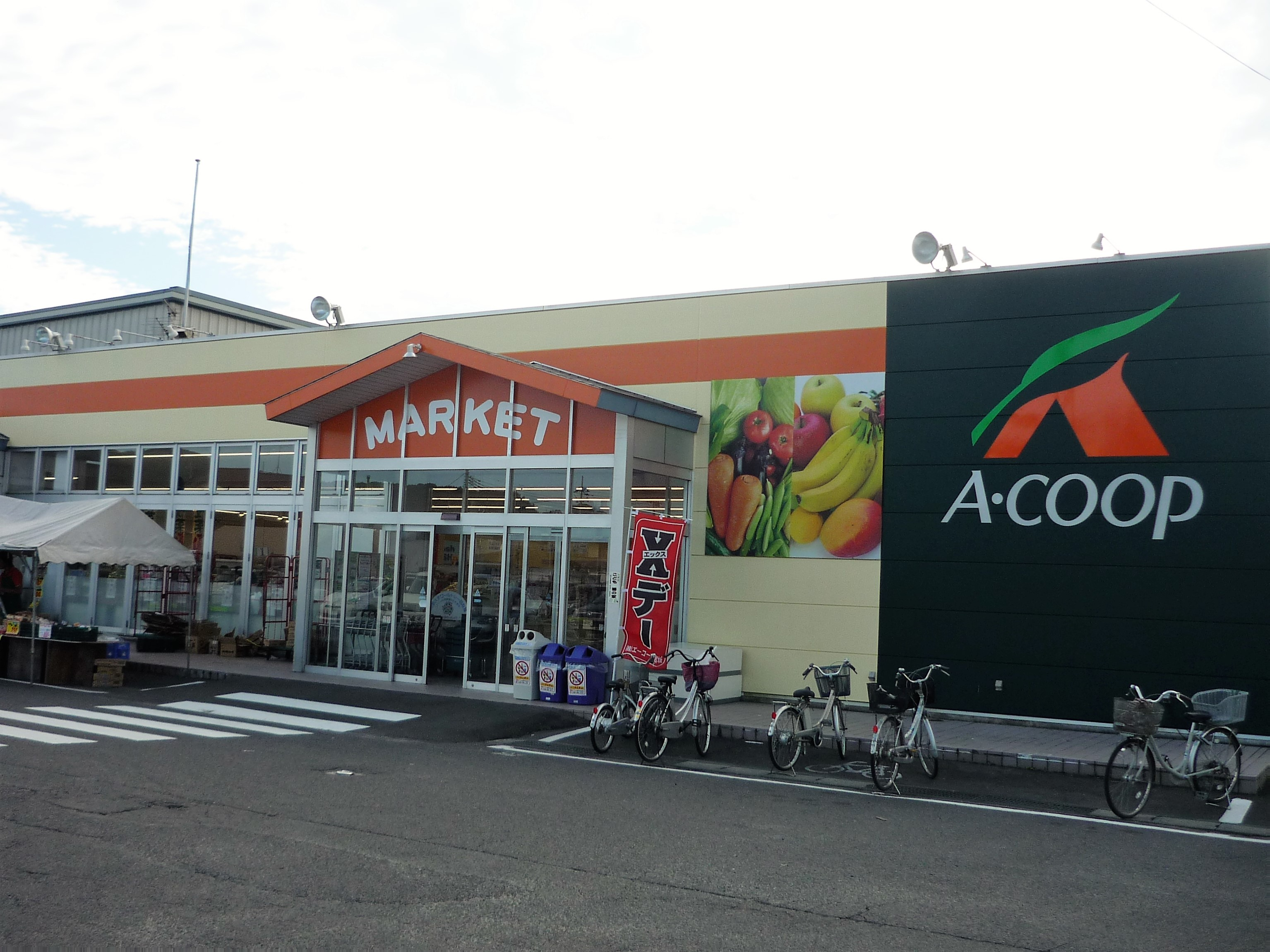
エーコープ槻木店

## 地理
南部の白石川沿いに発達した沖積平野が広がる船岡盆地、東部の阿武隈川沿いに槻木盆地があり、両盆地が主要な可住地となっている。
- 山：愛宕山（標高291.2m）、鐙摺山（標高256.3m）、猪倉山（標高245.4m）、羽山（標高212.7m）、四保山（標高136m）
- 河川：阿武隈川、白石川、五間堀川
- 年平均気温：12.1℃（2003年）
- 年間降水量：1279.0mm（2003年）

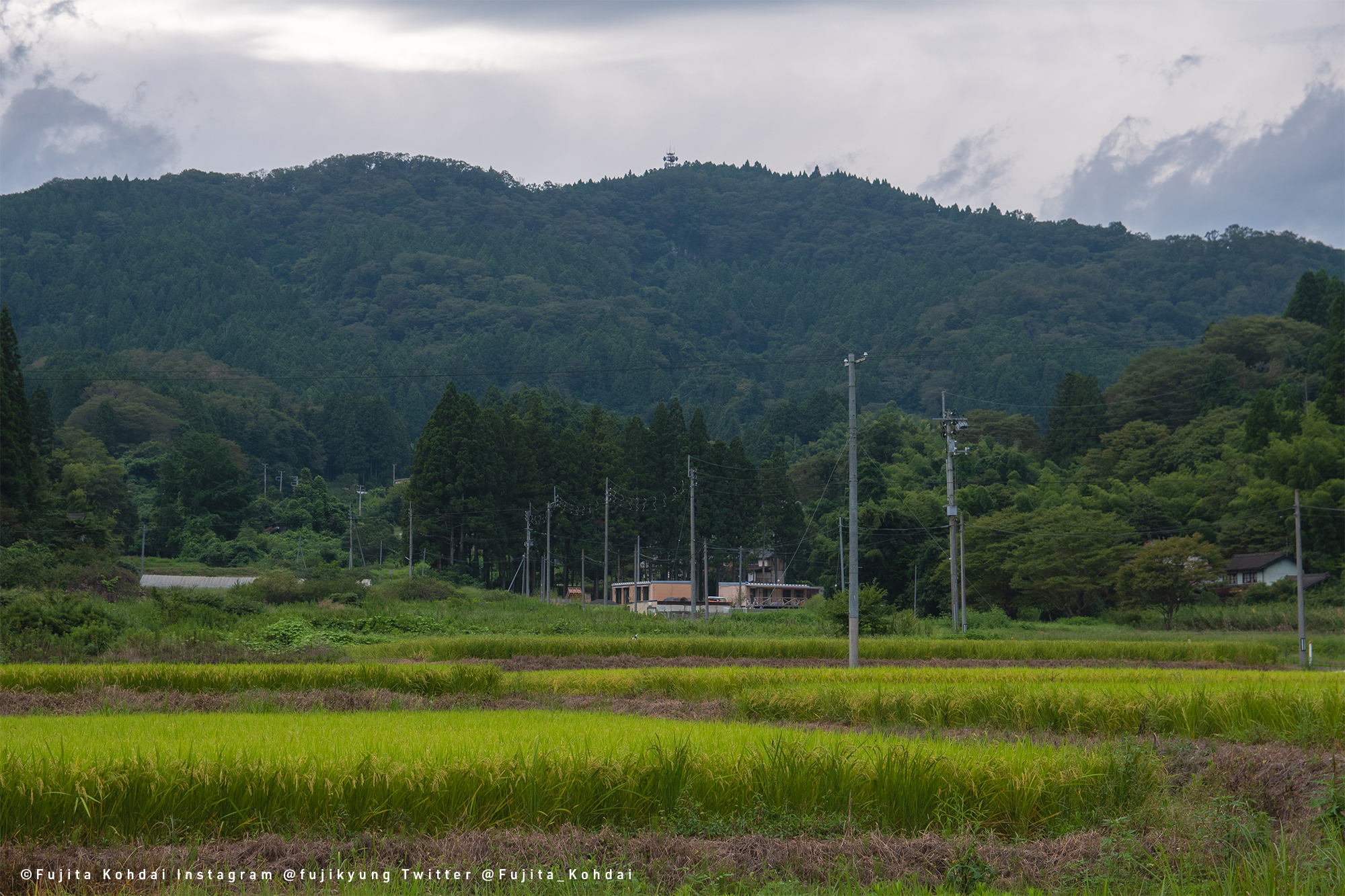
愛宕山
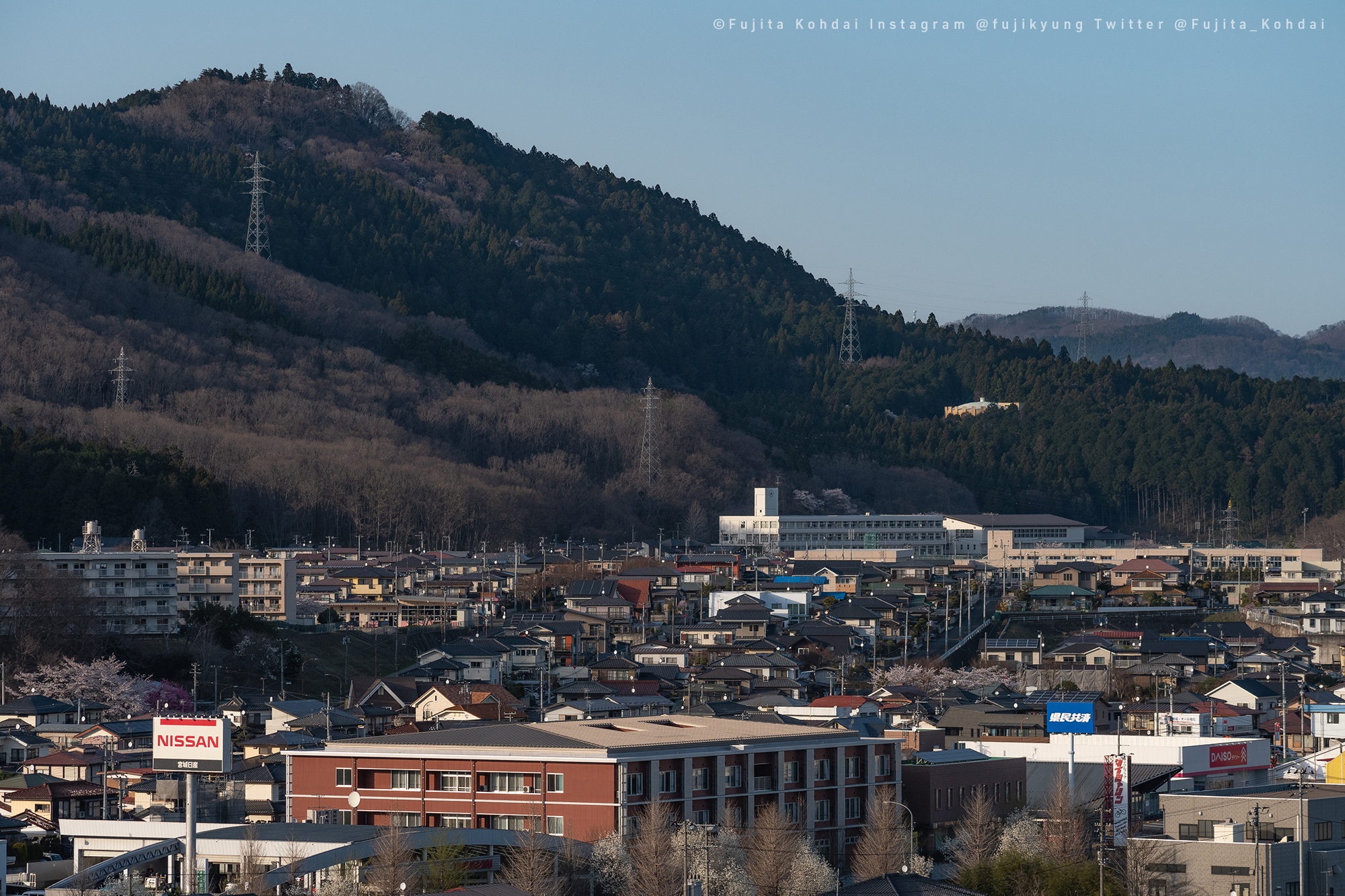
羽山
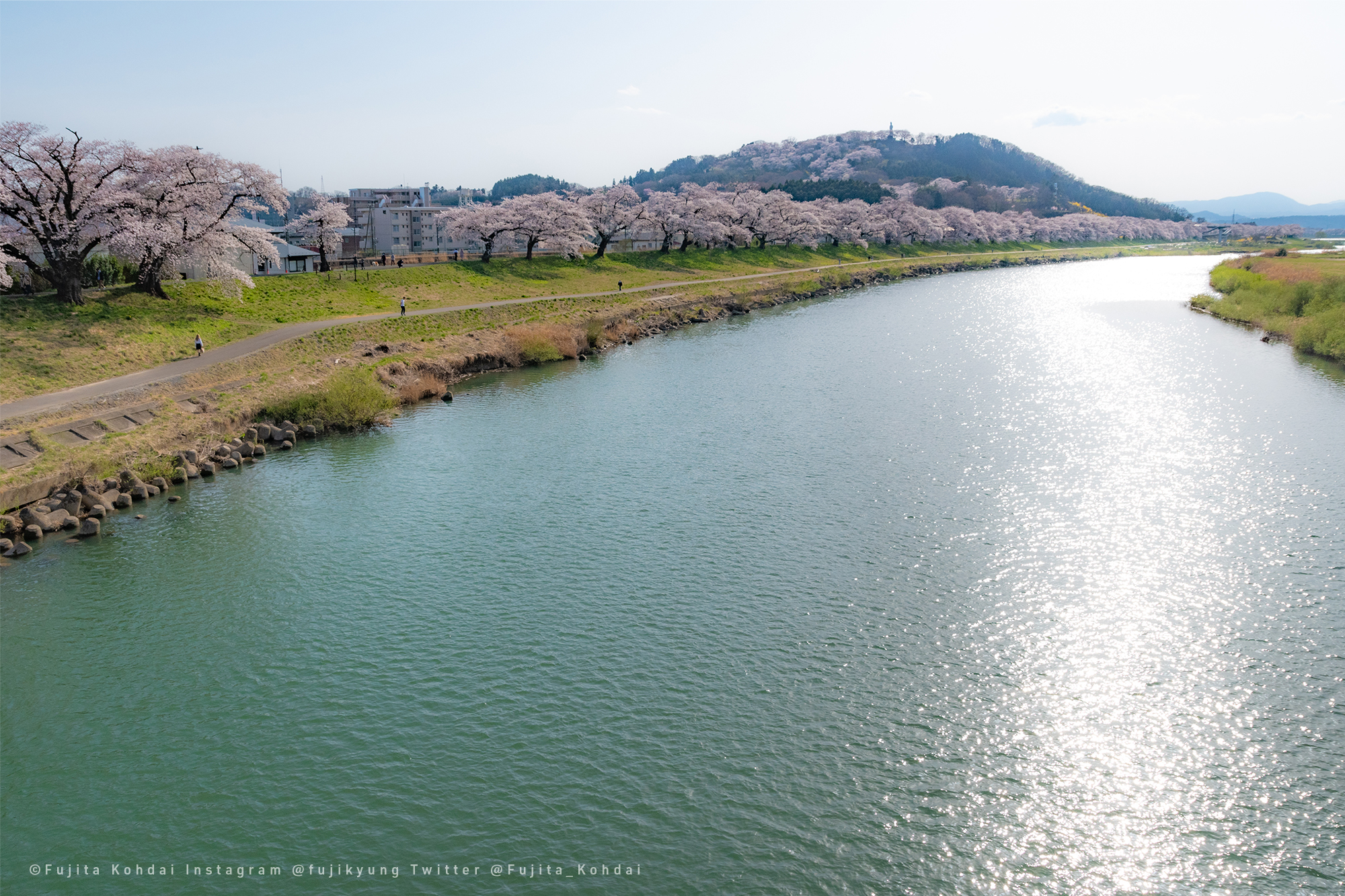
白石川と四保山

## 歴史
町の発足
- 1889年（明治22年）4月1日 町村制施行に伴い、船岡村、槻木村が発足。
  - 船岡村←船岡村、上名生村、中名生村、下名生村
  - 槻木村←入間野村、入間田村、海老穴村、上川名村、富沢村、成田村、小成田村、葉坂村、四日市場村、船迫村

- 1904年（明治37年）4月1日 槻木村が町制施行、槻木町となる。
- 1941年（昭和16年）11月3日 船岡村が町制施行、船岡町となる。
- 1956年（昭和31年）4月1日 船岡町と槻木町が合併、柴田町となる。

年表
町村制施行以前 明治
- 1868年（明治元年）白鳥事件が発生。
- 1868年（明治元年）柴田郡が南部藩領になる。
- 1869年（明治2年） 船岡城が取り壊される。
- 1870年（明治3年）柴田家中、北海道へ移住する。
- 1872年（明治5年）大河原に巡羅出張所（現 大河原警察署）が開設する。
- 1873年（明治6年）槻木小学校、入間田小学校が開校する。
- 1874年（明治7年）船岡小学校、中名生小学校（三名地区）が開校する。8年に現在の位置に校舎が完成する。
- 1874年（明治7年）富沢村小学校が開校する。
- 1876年（明治9年）船岡小学校舟迫支校が開校する。
- 1876年（明治9年）5月 入間田小学校成田支校が開校する。
- 1878年（明治11年）1月 富沢村小学校が入間田小学校富沢支校となる。
- 1879年（明治12年）11月 入間田小学校葉坂分校が開校する。
- 1880年（明治13年）入間田小学校富沢支校学区変更に伴い、入間田小学校四日市場分校と改名する。
- 1882年（明治15年）上大谷村の八島健蔵が用水路の建設を開始するも大水により頓挫（船岡用水建設のきっかけになる）
- 1884年（明治17年）10月 入間田小学校が入間田中等小学校に改名する。
- 1886年（明治19年）5月 船岡小学校が船岡尋常小学校に改名する。
- 1886年（明治19年）7月 入間田中等小学校が入間田尋常小学校に改名する。
- 1887年（明治20年）4月 船岡尋常小学校に高等科が併設され、中名生小学校が船岡尋常高等小学校中名生分教場になる。
- 1888年（明治21年）船岡村、入間田村に警察派出所が開設する。

町村制施行後明治・大正・戦前中昭和
- 1889年（明治22年）4月1日 町村制施行に伴い、船岡村、槻木村が発足する。
- 1889年（明治22年）4月1日 町村制施行に伴い、槻木小学校は槻木尋常小学校に改名。槻木村五分教場、船岡尋常小学校舟迫支校が槻木尋常小学校舟迫分教場になり槻木尋常小学校の附属となる。
- 1889年（明治22年）大河原村、船岡村の村民や県会議員が八島健蔵の活動を汲み、用水路の必要性訴る。船岡用水の水利組合を設立する。
- 1889年（明治22年）中名生小学校が船岡小学校中名生分教場になる。
- 1887年（明治23年）日本鉄道第三区（現 JR東北本線）が仙台駅まで開通する。
- 1891年（明治24年）1月12日 日本鉄道槻木駅（現 JR槻木駅）が開設する。
- 1892年（明治25年） 4月 槻木尋常小学校が槻木尋常高等小学校に改称する。
- 1892年（明治25年） 10月 船岡用水路が完成する。
- 1894年（明治27年）槻木消防組、船岡消防組が発足する。
- 1899年（明治32年）角田軌道（槻木ー角田）が開通する。
- 1901年（明治34年）船岡尋常小学校中名生分教場が中名生尋常小学校に指定される。
- 1904年（明治37年）4月1日 槻木村が町制施行、槻木町となる。
- 1907年（明治40年）白石川が氾濫 水害が起こる。
- 1908年（明治41年）入間田、船岡、中名生青年団が発足する。
- 1910年（明治43年）飯渕七三郎が船岡城址に桜の木を植える。
- 1910年（明治43年）白石川、阿武隈川が氾濫する。
- 1911年（明治44年）6沼（鷺沼、八入沼、赤沼、大沼、内沼、鍋倉沼）の干拓が完了する。
- 1912年（明治45年）宮城県貯蓄銀行槻木支店（現 七十七銀行槻木支店）ができる。

- 1913年（大正2年）白石川と阿武隈川が氾濫。水害が発生し米収穫量が半減する。
- 1914年（大正3年) 中名生尋常小学校が船岡尋常高等小学校の分教場に指定される。
- 1914年（大正3年）白石川が氾濫。水害が発生する。
- 1917年（大正6年）白石川線形改修工事が開始される。
- 1918年（大正7年）大河原大火が発生。船岡にも飛び火し12戸が焼ける。
- 1923年（大正12年）6年の歳月をかけ白石川の改修工事が完了。入袋地区3戸(現在の新生町、若葉町)が白石川北岸になる。
- 1923年（大正12年）大河原出身の高山開治郎が白石川畔にソメイヨシノ約1000本を寄付する。後の一目千本桜となる。
- 1925年（大正14年）槻木尋常高等小学校四日市場分教場が閉校、富上分校となる。

- 1929年（昭和4年）船岡村で大火事が起こり42戸が被害を受ける。
- 1929年（昭和4年）国鉄船岡駅が開設する。
- 1930年（昭和5年）2月18日 角田軌道が廃止される。
- 1931年（昭和6年）槻木新用水路が完成する。
- 1933年（昭和8年）柴田郡連合消防演習が始まる。
- 1935年（昭和10年）船岡大橋（初代）が完成する。
- 1937年（昭和12年）省営バス（船岡ー角田ー丸森）が運行開始する。
- 1938年（昭和13年）白幡橋の架け替えを行う。
- 1939年（昭和14年）船岡第一海軍火薬廠が開設される。
- 1941年（昭和16年）4月 船岡尋常小学校が船岡国民学校に改称される。
- 1941年（昭和16年）4月 槻木尋常小学校が槻木国民学校に改称される。
- 1941年（昭和16年）11月3日 船岡村が町制施行、船岡町となる。
- 1943年（昭和18年）槻木の土手にある松並木を木材などの応召のため伐採する。
- 1944年（昭和19年）船迫の土手にある松並木を木材などの応召のため伐採する。

戦後昭和（船岡町・槻木町）
- 1945年（昭和20年）終戦に伴い、火薬廠にアメリカ軍の空挺部隊が進駐す。
- 1946年（昭和21年）船岡公民館、槻木公民館が開設する。
- 1947年（昭和22年）国民学校廃止に伴い、船岡町立船岡小学校、槻木町立槻木小学校に改称。
- 1947年（昭和22年）船岡町立船岡中学校、槻木町立槻木中学校が開校する。
- 1947年（昭和22年）柴田町立船岡小学校中名生分教場が中名生分校に改称する。
- 1948年（昭和23年）農業協同組合が設立される。
- 1951年（昭和26年）船岡保育所、槻木保育所が開設される。
- 1953年（昭和28年）槻木町立槻木小学校富上分校が増築される。
- 1954年（昭和29年）船岡駐屯地が自衛隊に移管する。

柴田町発足後 昭和・平成・令和
- 1956年（昭和31年）4月1日 船岡町と槻木町が合併、柴田町となる。
- 1956年（昭和31年）柴田町消防団が発足する。
- 1957年（昭和32年）槻木小学校舟迫分教場が船岡小学校舟迫分校になる。
- 1958年（昭和33年）入間田小学校、同校葉坂分校、成田分校が合併、柴田町立柴田小学校が開校する。
- 1960年（昭和35年）柴田町立船岡小学校中名生分校の校舎が完成する。
- 1961年（昭和36年）現在の北船岡地区に二本杉住宅団地を造成する。
- 1962年（昭和37年）町章が決定する。
- 1962年（昭和37年）交通安全都市を宣言。柴田町交通安全協会が設立される。
- 1962年（昭和37年）第一次上水道建設工事が完了する。
- 1963年（昭和38年）柴田地方衛生施設組合が発足する。
- 1963年（昭和38年）柴田町立槻木中学校が全焼する。
- 1964年（昭和39年）船岡大橋（二代目）が開通する。
- 1964年（昭和39年）雷果樹協同組合が発足する。
- 1964年（昭和39年）槻木に葛岡住宅団地の造成が開始される。
- 1965年（昭和40年）7月 葛岡住宅団地の造成が完了する。
- 1966年（昭和41年）学校給食を開始する。
- 1967年（昭和42年）4月 仙台大学、船岡支援学校が開校する。
- 1967年（昭和42年）雨乞のイチョウが国の天然記念物に指定される。
- 1968年（昭和43年）4月1日 国鉄丸森線（現 阿武隈急行線）が開通、横橋駅（現 阿武隈急行 東船岡駅）が開設する。
- 1968年（昭和43年）船岡小学校前に横断歩道橋ができる。
- 1968年（昭和43年）現在の船岡西地区に旭ヶ丘住宅団地（船岡住宅団地）の造成を開始する。
- 1968年（昭和43年）別当寺住宅団地の造成を開始する。
- 1968年（昭和43年）山崎パン仙台工場が操業を開始する。
- 1969年（昭和44年）槻木公民館が完成する。
- 1970年（昭和45年）柴田消防署ができる。
- 1970年（昭和45年）柴田公民館ができる。
- 1970年（昭和45年）船岡公園を整備。同時に「第一回菊人形まつり」が開催される。
- 1970年（昭和45年）NHKで「樅の木は残った」が放映される。
- 1971年（昭和46年）柴田町育英会が発足する。
- 1971年（昭和46年）北日本電線（株）船岡事業所が操業を開始。
- 1972年（昭和47年）3月30日 槻木バイパス開通する。
- 1972年（昭和47年）老人憩の家羽山荘がオープンする。
- 1973年（昭和48年）大旱魃が発生し水稲に大きな被害が出る。
- 1974年（昭和49年）船迫住宅団地の造成に着手する。
- 1974年（昭和49年）柴田町、大河原町衛生センターが開設される。
- 1975年（昭和50年）入間田地区に簡易水道が開通する。
- 1976年（昭和51年）冷害で3億円の被害を受ける。
- 1976年（昭和51年）町立第一幼稚園が開園する。
- 1976年（昭和51年）柴田町立槻木小学校富上分校が閉校する。槻木小学校へタクシー通学が開始される。
- 1977年（昭和52年）太陽の村が上野山に開村する。
- 1977年（昭和52年）現在の松ヶ腰に館前住宅団地の造成が始まる。
- 1978年（昭和53年）町民グランドが完成し、柴田さくらの会が発足する。
- 1979年（昭和54年）3月 船迫住宅団地の造成が完了する。
- 1979年（昭和54年）「しばたこどもまつり」を開催
- 1980年（昭和55年）柴田町立船迫小学校が開校。柴田町立船岡小学校船迫分校が閉校する。
- 1980年（昭和55年）大型商業施設「サンコア」が開店する。
- 1981年（昭和56年）新学校給食センターが開設される。
- 1982年（昭和57年）柴田大橋が開通する。
- 1983年（昭和58年）柴田町立西住小学校が開校する。
- 1983年（昭和58年）農業改善センターが開設される。
- 1984年（昭和59年）柴田コミュニティセンター（現 船迫コミュニティセンター）が開館する。
- 1985年（昭和60年）12月12日 柴田バイパス全線開通する。
- 1985年（昭和60年）船岡大橋が決壊する。
- 1985年（昭和60年）柴田大橋が開通する。
- 1986年（昭和61年）4月8日 宮城県立柴田高等学校が開校する。
- 1986年（昭和61年）柴田町立船迫中学校が開校する。
- 1987年（昭和62年）水球プールが開設される。
- 1988年（昭和63年）柴田町立船岡小学校中名生分校が閉校し、柴田町立東船岡小学校が開校する。
- 1988年（昭和63年）丸森線が廃止され第三セクターである阿武隈急行に移管される。それに伴い横橋駅が東船岡駅に改称される。

- 1989年（平成元年）ふるさと文化伝承館が完成する。
- 1990年（平成2年）七ヶ宿ダムが配水を開始する。
- 1991年（平成3年）船迫公民館が開設される。
- 1992年（平成4年）西住公民館が開設される。
- 1992年（平成4年）槻木駅前に町営高層住宅「サンライフ槻木」が完成する。
- 1993年（平成5年）資料展示館「思源閣」が完成する。
- 1994年（平成6年）「しばた郷土館」が開館する。
- 1995年（平成7年）槻木文化センター（現 槻木生涯学習センター）が開館する。
- 1995年（平成7年）槻木大橋が開通する。
- 1996年（平成8年）こども議会を開設する。
- 1998年（平成10年）東船岡コミュニティーセンターが開館する。
- 1999年（平成11年）東船迫1 - 2丁目が船迫小学校区に編入される。
- 2000年（平成12年）北部丘陵工業団地が完成する。
- 2001年（平成13年）さくら歩道橋が開通する。
- 2001年（平成13年）第56回国民体育大会水球競技会及び秋季ウェイトリフティング競技大会を開催する。
- 2002年（平成14年）みやぎ県南中核病院が大河原町に開院する。
- 2005年（平成15年）さくら船岡大橋が開通
- 2007年（平成17年）船岡保育所が完成する、
- 2010年（平成22年）5月29日 柴田町図書館が開館する。
- 2011年（平成23年）3月11日 東北太平洋沖地震が発生し、甚大な被害を受ける。
- 2011年（平成23年）柴田町観光物産交流館が開館する。
- 2011年（平成23年）樅木は残った展望デッキが完成する。
- 2012年（平成24年）デマンドタクシー「はなみちゃん号」運用を開始する。

表柴田町及び裏柴田町との関係
弘化2年（1845年）発刊の杜撰子誌「奥陽名数」では、仙台城の城下町の町名の1つに柴田町との記載があり、1884年（明治17年）頃の「陸前国仙台区各村町調書」（宮城県各村字調書）には、表柴田町および裏柴田町として現れる。ここは柴田郡平村（現在の大河原町金ヶ瀬地区の一部に当たる）から召し出された足軽総勢169人が移り住んだため、町割の際故郷の郡名より名付けられた。そのため当町との直接的な関係はない。
現在でも仙台市若林区の宮城県仙台第一高等学校の東側に、表柴田町および裏柴田町は並走する町名として残る。

## 行政
- 町長：滝口茂 - 2002年（平成14年）7月23日就任

| 代 | 氏名       | 就任            | 備考 |
| -- | ---------- | --------------- | ---- |
| １ | 柴田倫之助 | 昭和31年5月     |      |
| ２ | 平間新午郎 | 昭和35年4月24日 |      |
| ４ | 水戸繁雄   | 昭和51年3月24日 |      |
| ５ | 平野博     | 昭和53年7月28日 |      |
| ６ | 滝口茂     | 平成14年7月23日 |      |

## 経済

### 郵便局
- 柴田郵便局（集配局）
- 槻木郵便局（集配局）
- 船迫郵便局
- さくら新栄郵便局
- 入間田簡易郵便局

## 姉妹都市・提携都市
- 北上市（岩手県）
  - 1980年（昭和55年）1月25日 姉妹都市提携
- 伊達市（北海道）
  - 1988年（昭和63年）5月30日 歴史友好都市提携
- アシス・シャトブリアン市（ポルトガル語版）（ブラジル）
  - 1981年（昭和56年）4月13日 友好都市提携
- 丹陽市（中華人民共和国）
  - 1994年（平成6年）2月23日 姉妹都市提携

伊達市は、戊辰戦争後に当地の仙台藩家臣が集団移住した地である。

## 地域

### 人口
| |                                        |  |
| 柴田町と全国の年齢別人口分布（2005年） | 柴田町の年齢・男女別人口分布（2005年） |  |
| ■紫色 ― 柴田町 ■緑色 ― 日本全国 | ■青色 ― 男性 ■赤色 ― 女性              |  |
| 柴田町（に相当する地域）の人口の推移 \| 1970年（昭和45年） \| 26,388人 \| \| \| 1975年（昭和50年） \| 29,563人 \| \| \| 1980年（昭和55年） \| 32,106人 \| \| \| 1985年（昭和60年） \| 35,416人 \| \| \| 1990年（平成2年） \| 37,315人 \| \| \| 1995年（平成7年） \| 38,749人 \| \| \| 2000年（平成12年） \| 39,485人 \| \| \| 2005年（平成17年） \| 39,809人 \| \| \| 2010年（平成22年） \| 39,341人 \| \| \| 2015年（平成27年） \| 39,525人 \| \| \| 2020年（令和2年） \| 38,271人 \| \| |                                        |  |
| 総務省統計局 国勢調査より |                                        |  |
| 1970年（昭和45年） | 26,388人                               |  |
| 1975年（昭和50年） | 29,563人                               |  |
| 1980年（昭和55年） | 32,106人                               |  |
| 1985年（昭和60年） | 35,416人                               |  |
| 1990年（平成2年） | 37,315人                               |  |
| 1995年（平成7年） | 38,749人                               |  |
| 2000年（平成12年） | 39,485人                               |  |
| 2005年（平成17年） | 39,809人                               |  |
| 2010年（平成22年） | 39,341人                               |  |
| 2015年（平成27年） | 39,525人                               |  |
| 2020年（令和2年） | 38,271人                               |  |

### 町名・大字
詳しくは各地域の記事を参考のこと。

### 健康
- 平均年齢：41.11歳

### 教育

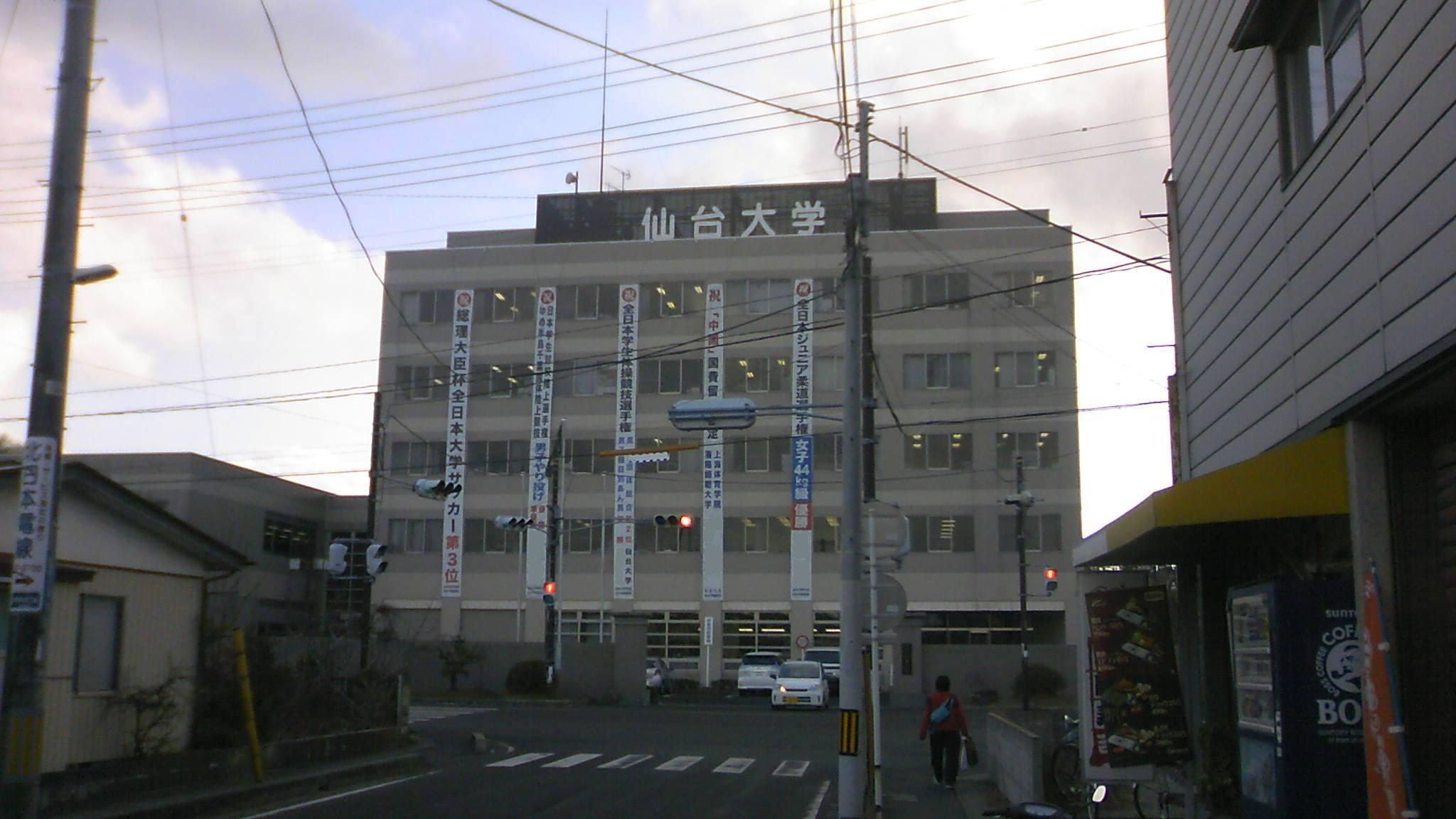
仙台大学

#### 大学
- 仙台大学

#### 高校
- 宮城県柴田高等学校

なお、宮城県大河原商業高等学校は住所上大河原町になっているが、柴田町と跨っており、校庭の一部や周辺は柴田町になっている。

#### 中学校
- 柴田町立槻木中学校
- 柴田町立船岡中学校
- 柴田町立船迫中学校

#### 小学校
- 柴田町立槻木小学校
- 柴田町立柴田小学校
- 柴田町立船迫小学校
- 柴田町立東船岡小学校
- 柴田町立船岡小学校
- 柴田町立西住小学校

#### 特別支援学校
- 宮城県立船岡支援学校

## 交通

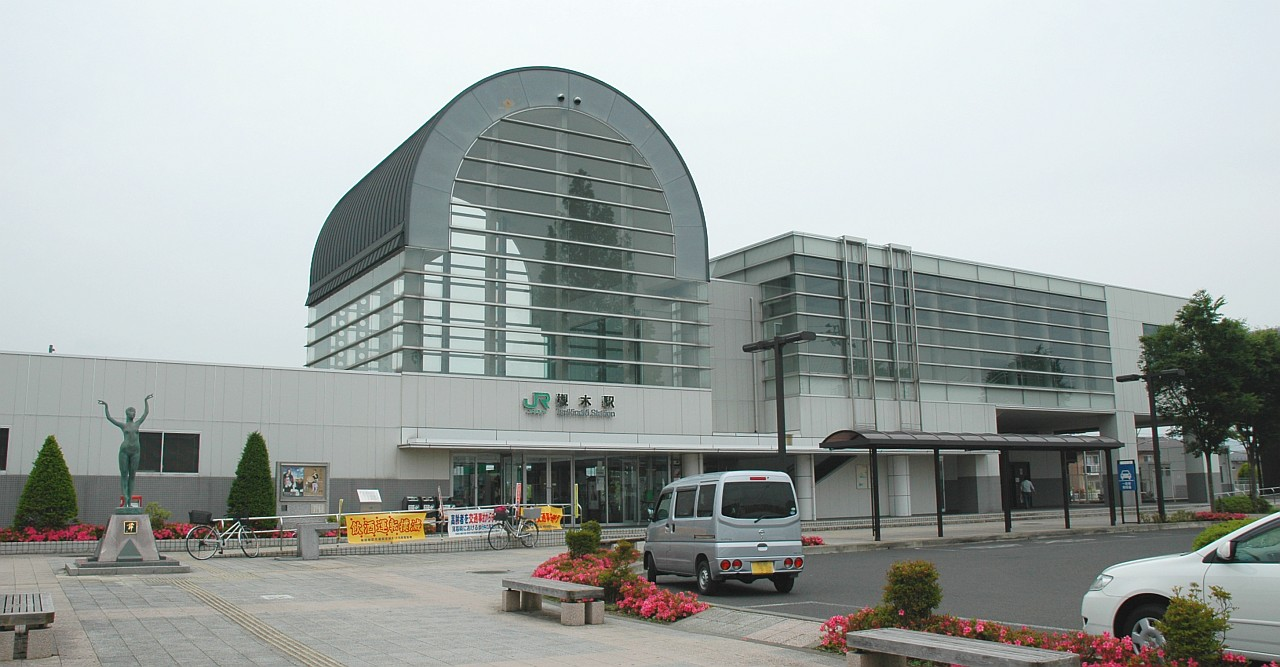
槻木駅

### 鉄道
- 東日本旅客鉄道（JR東日本）
  - 東北本線 船岡駅 - 槻木駅
- 阿武隈急行
  - 阿武隈急行線：東船岡駅 - 槻木駅

### 道路
- 一般国道
  - 国道4号 柴田バイパス 本船迫立石 - 四日市場
  - 国道349号 下名生
- 都道府県道
  - 宮城県道14号亘理大河原川崎線 県道50号線との重複区間の終わり、折り返し地点の船岡新山岸のみ
  - 宮城県道28号丸森柴田線 槻木大橋 - 四日市場（槻木東で県道52号線と分岐、117号線と接続）
  - 宮城県道50号白石柴田線 船岡新山岸 - 下名生（下名生で国道349号線と合流。旧国道4号線に当たる。）
  - 宮城県道52号亘理村田蔵王線 槻木大橋 - 成田（槻木大橋 - 槻木東まで県道28号線と重複）
  - 宮城県道113号船岡停車場線 船岡駅 - 県道50号線（全区間県道116号線と重複→2019年廃止）
  - 宮城県道114号角田柴田線 並松 - 東船迫（船岡大橋を渡り東船迫で国道4号線柴田バイパスに接続）
  - 宮城県道116号船岡停車場船迫線 船岡駅前 - 船迫（柴田大橋を渡り、船迫で国道4号線柴田バイパスに接続）
  - 宮城県道117号槻木停車場線 槻木駅前 - 槻木東（槻木東で県道28号線、県道52号線と接続）

### その他
柴田町にはバス路線がなく、代替公共交通としてデマンド型乗合タクシーが運行されている。利用には事前登録が必要であり、利用可能者は柴田町民のみに限定されている。

## 名所・旧跡・観光スポット・祭事・催事

### 観光
- 船岡城址公園（桜の名所、船岡城跡）
同公園には山本周五郎作「樅ノ木は残った」のモデルになった樅木がある。もみの木は町の木に指定されている。
- 白石川堤一目千本桜（桜の名所）
隣の大河原町から続く約8km、約1200本の桜並木で有名。
桜の季節（例年4月中旬が見頃）には花見客の為に東北本線・大河原 - 船岡の徐行運転が行われる。

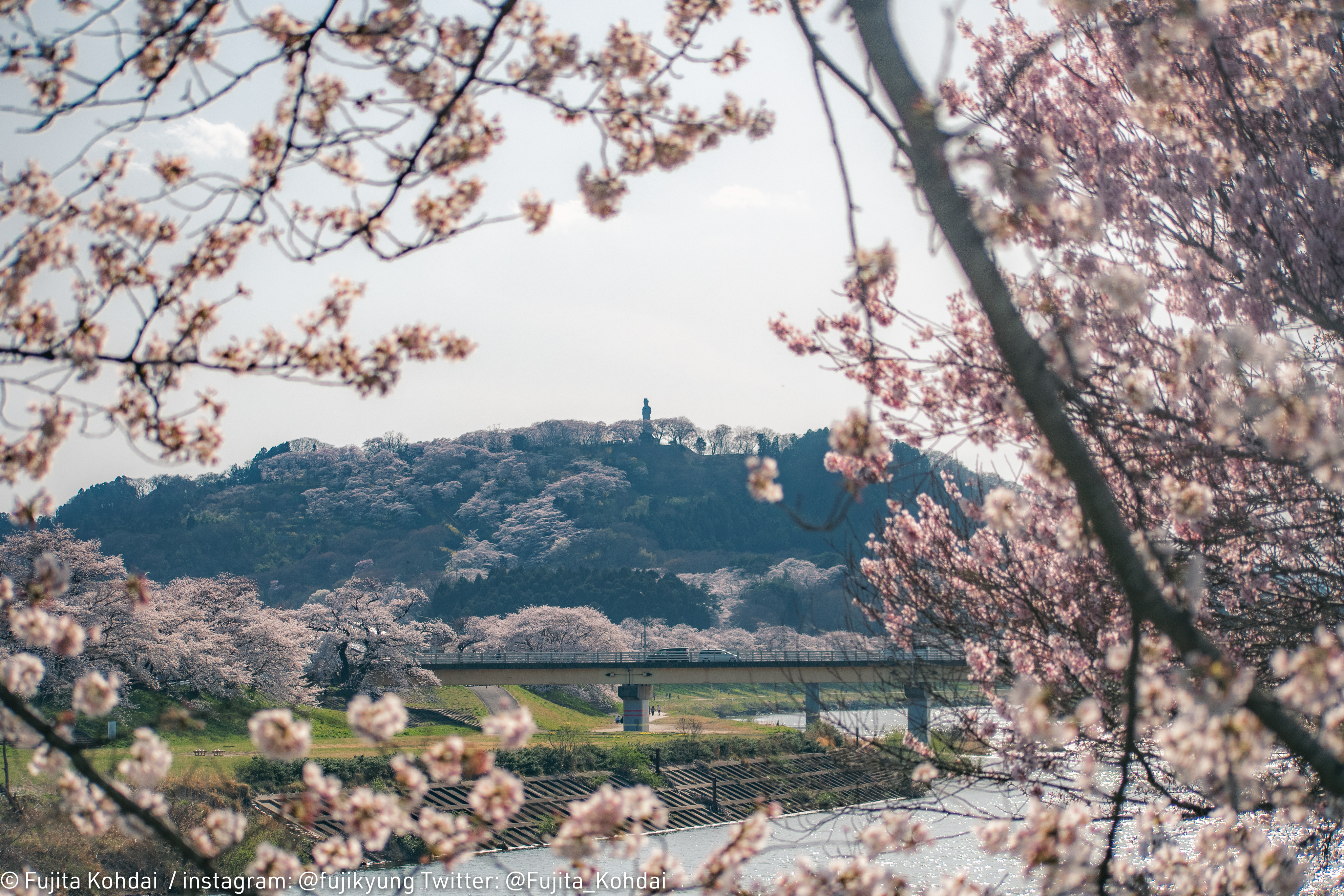
船岡城址公園と白石川堤一目千本桜は宮城県で唯一日本さくら名所100選に選ばれている。サクラは町の花に指定されている。
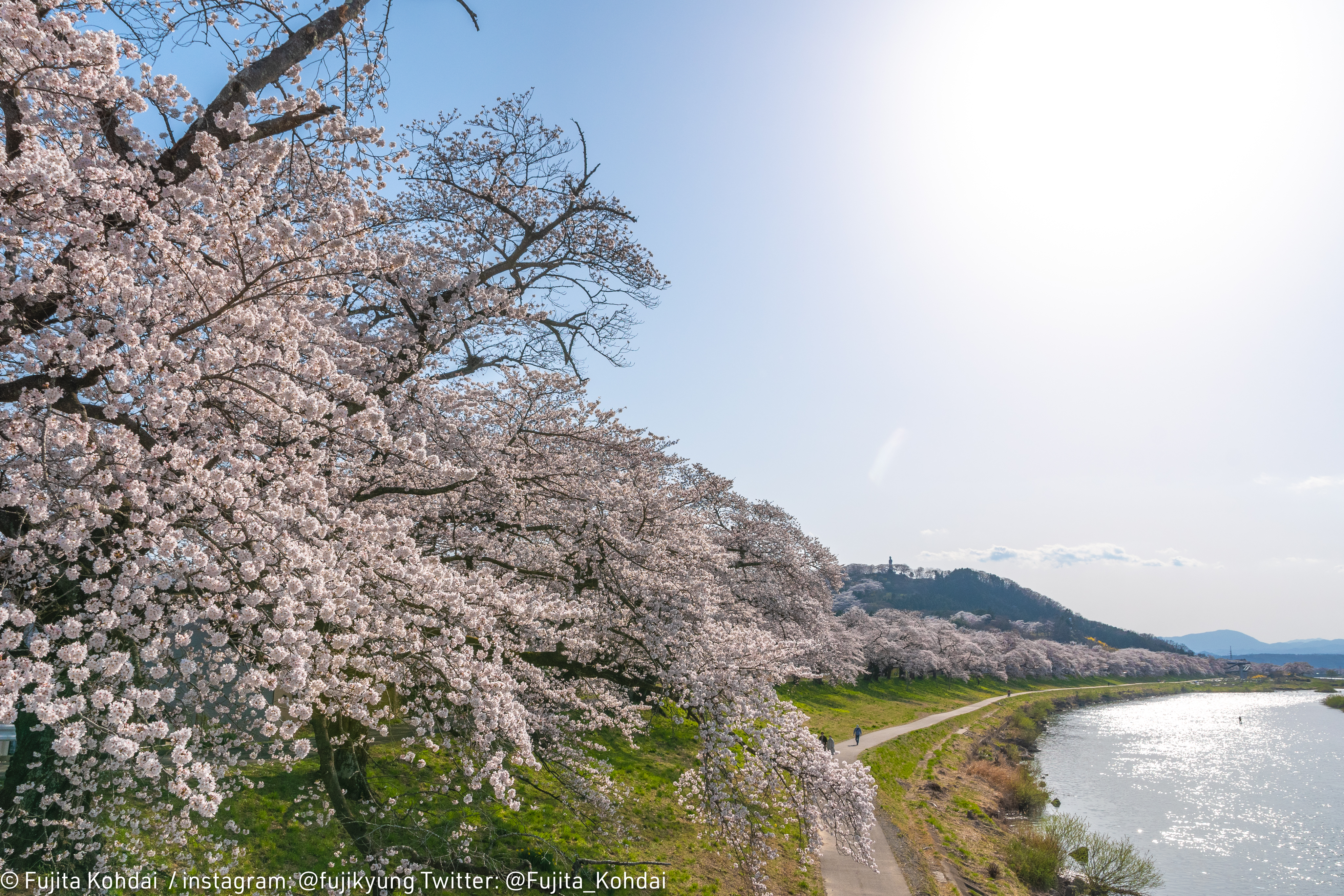
麹屋コレクション  - 白石川の岸辺から望む一目千本桜と船岡城址公園の桜
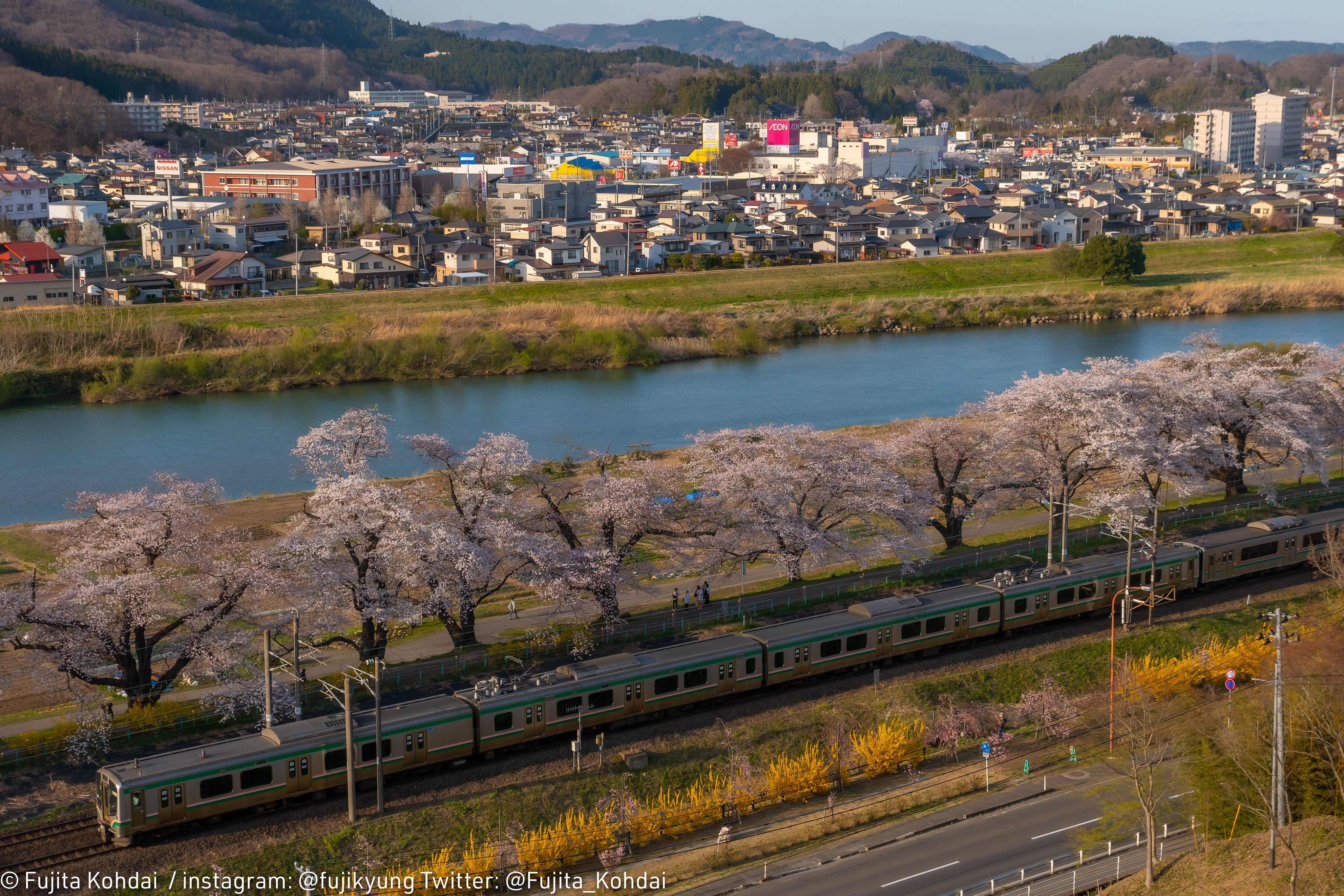
徐行運転を行う東北本線の電車
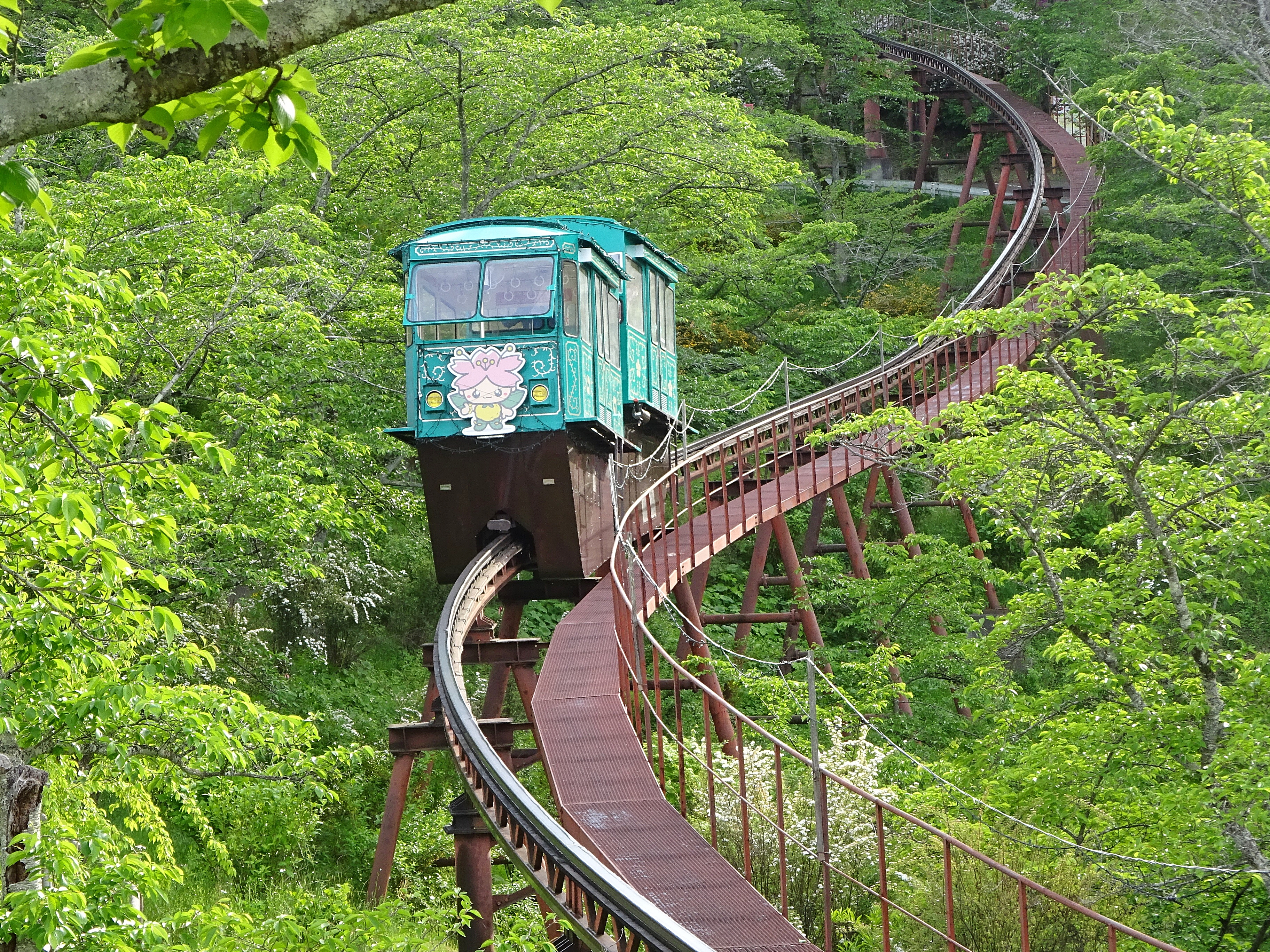
船岡城址公園のスロープカー
  - 船岡の河川敷から望む一目千本桜
  - 徐行運転を行う東北本線の電車
  - 船岡城址公園のスロープカー

### レジャー
- 自然休養村「太陽の村」
- 表蔵王国際ゴルフクラブ

### 祭り
- しばた桜まつり
- しばた紫陽花まつり
- しばた曼珠沙華まつり
- みやぎ大菊花展柴田大会

### 町指定無形文化財
- 深山神社付属立花小川流神楽
- 八雲神社付属榊流神楽

### 町指定史跡

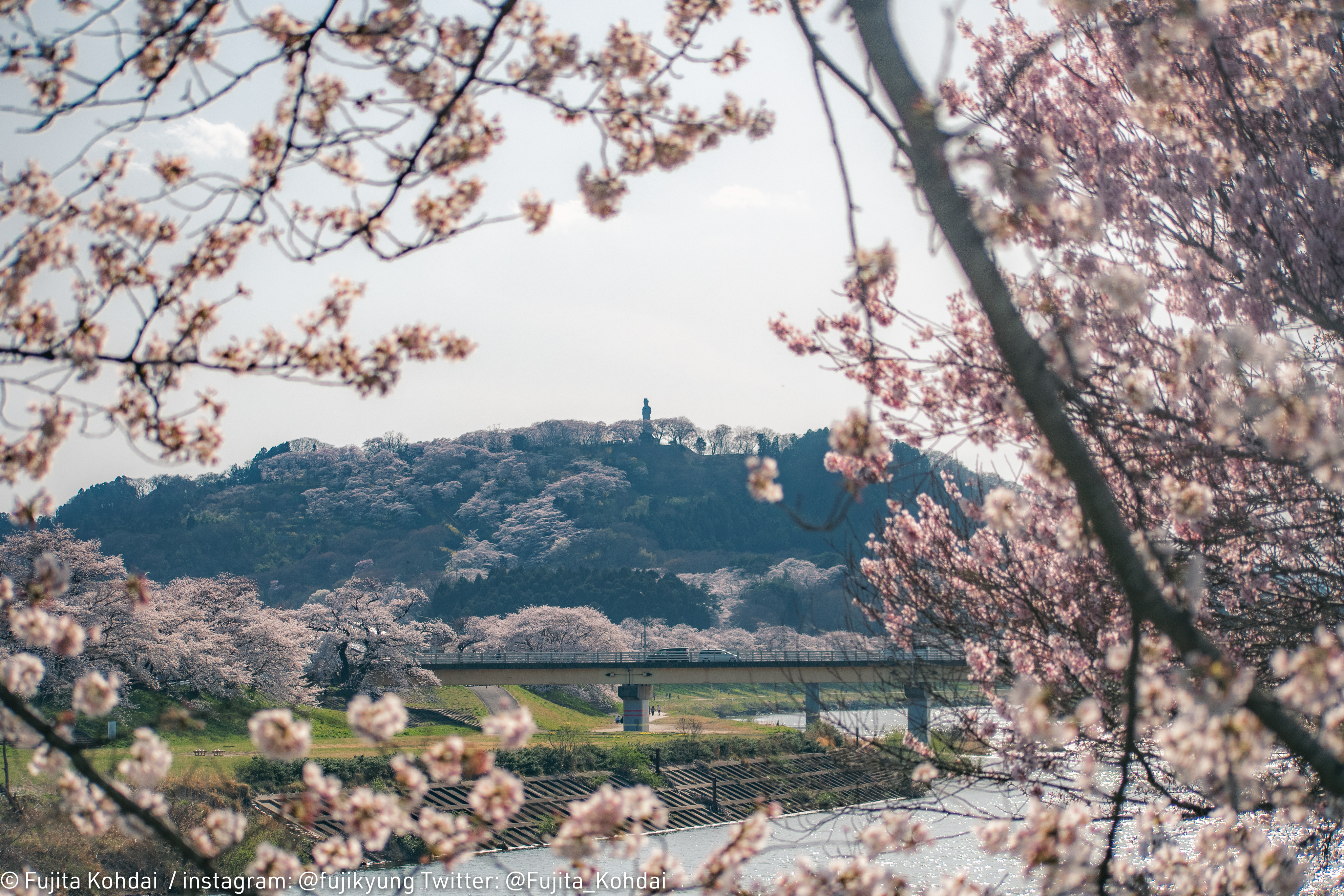
四保館跡（船岡城址）

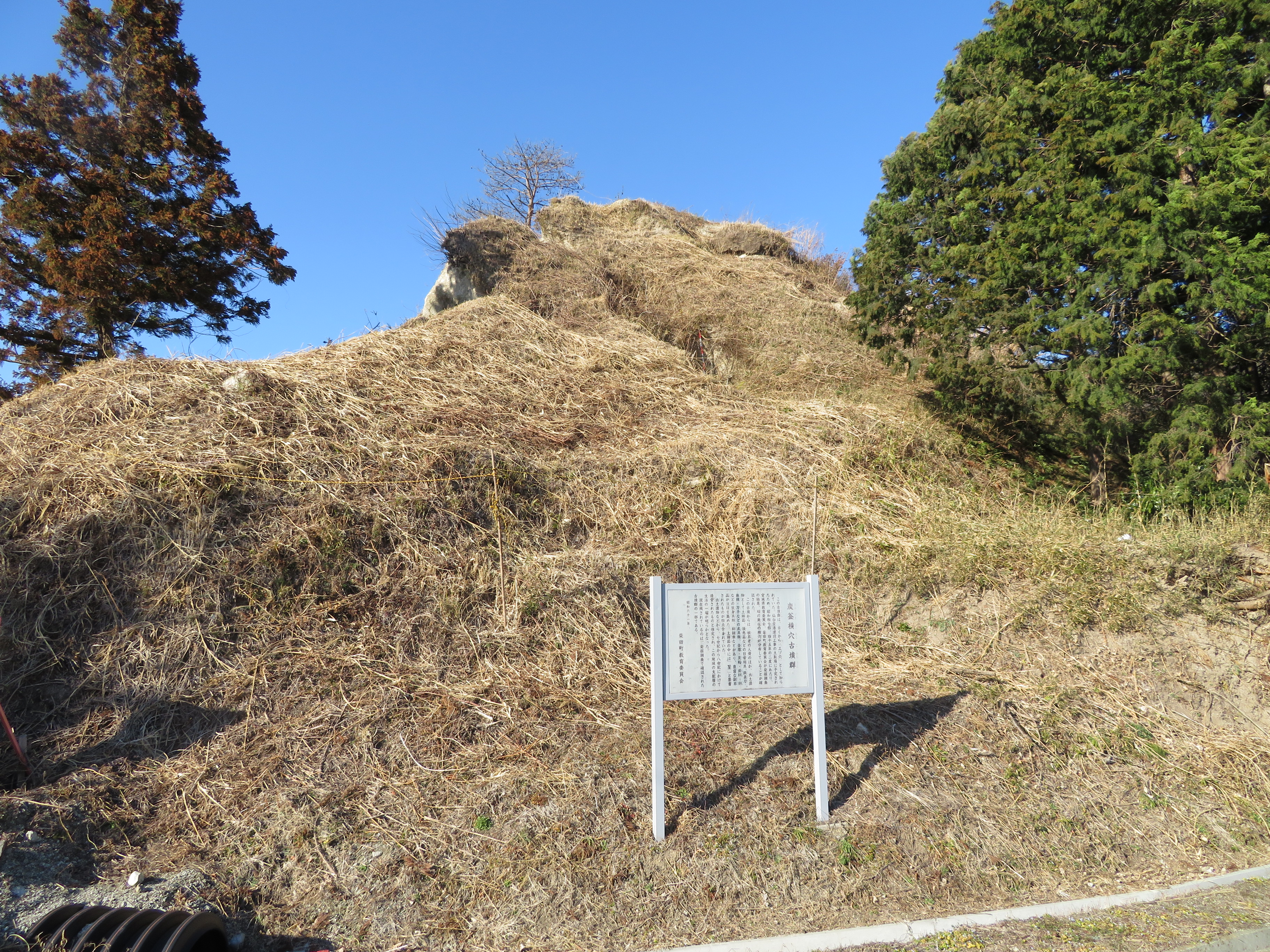
炭釜横穴古墳群

- 富沢磨崖仏群
- 四保館跡（船岡城址）
- 五百羅漢
- 上川名貝塚
- 松崎貝塚
- 金谷貝塚
- 舘前貝塚
- 中居貝塚
- 深町貝塚
- 葉坂遺跡
- 向畑遺跡
- 台遺跡
- 倉元向遺跡
- 炭釜横穴古墳群
- 十八津入古墳群
- 森合横穴古墳群
- 剣塚古墳
- 上野山古墳群

### 記念物

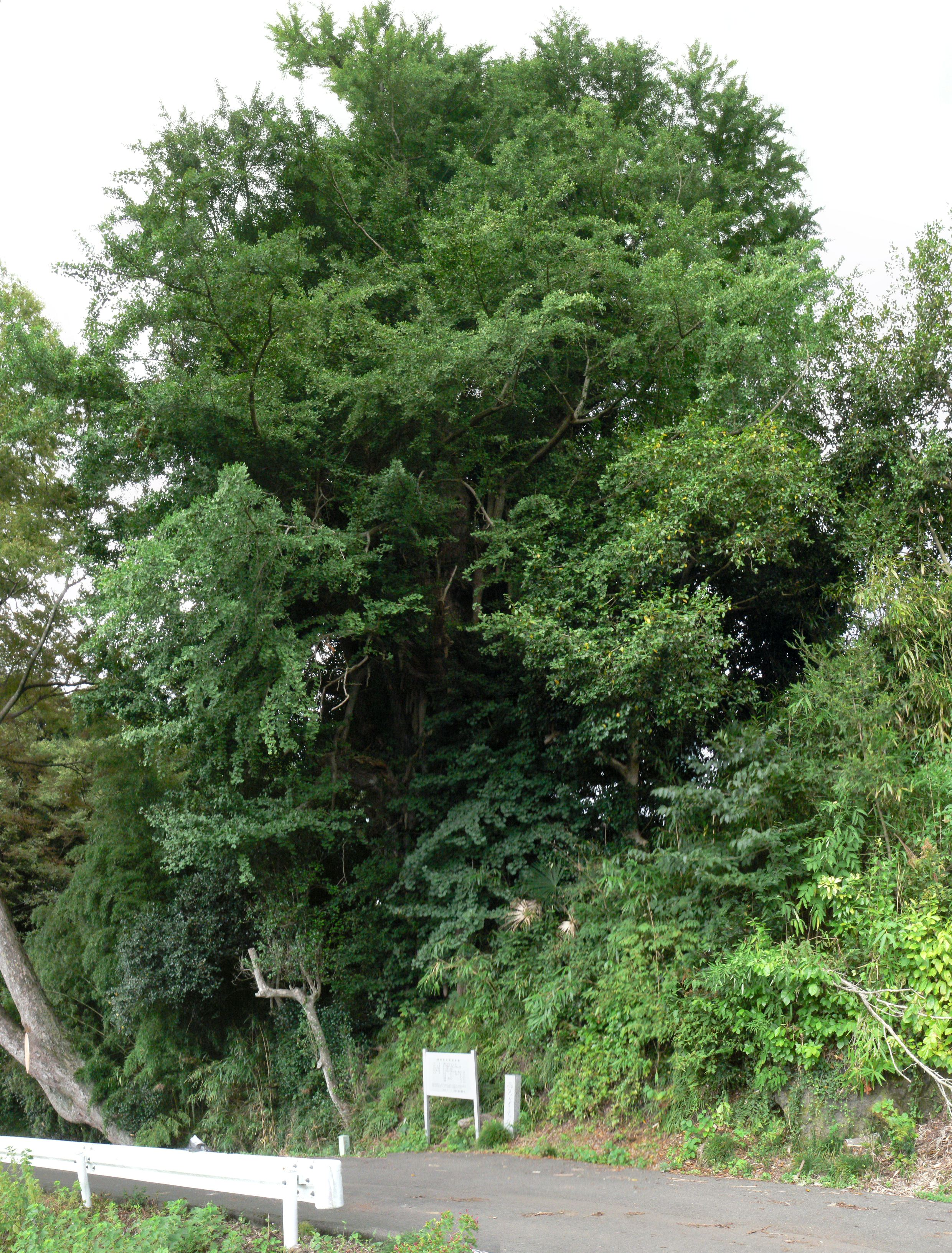
雨乞のイチョウ

- 雨乞のイチョウ（国の天然記念物）
- 不動堂のフジ（県の天然記念物）
- 富沢の一本カヤ（町の天然記念物）
- 中名生のカヤ（町の天然記念物）
- 大光寺のイチョウ（町の天然記念物）
- 麹屋の夫婦ケヤキ（町の天然記念物）

## 出身有名人

### 近代以前
- 山岡重長 - 戦国時代から江戸時代前期の武将
- 原田宗輔 - 江戸時代前期の武士
- 柴田宗義 - 安土桃山時代から江戸時代初期の武将
- 於山方 - 伊達政宗の側室

### 政治・経済・産業
- 飯淵七三郎 - 政治家、銀行家
- 平井弥之助 - 電力土木技術者、元東北電力副社長

### 学術・文化・芸術
- 安孫子三和 - 漫画家

- 大池唯雄 - 小説家、第8回直木賞受賞
- 菊地美紀 - 写真家
- 黒瀬寛幸 - ミュージシャン
- 小池光 - 歌人
- 小室達 - 彫刻家

### 芸能・マスコミ
- 阿部絵里香 - 天気予報士
- 水戸まなみ - 歌手
- ゆずさん - お笑い芸人

### スポーツ
- 大久保初男 - 陸上選手
- 平間智和 - サッカー選手

- 広瀬川惣吉 - 力士
- 宮城もち - 女子プロレスラー
- 渡邉和也 - 陸上選手

### ゆかりの人物
- 原田宗資 - 安土桃山時代から江戸時代初期の武将。船岡城主。
- 屋代景頼 - 戦国時代から江戸時代初期の武将。船岡城主。
- 柴田朝意 - 江戸時代前期の仙台藩重臣。墓所が柴田町船岡南の大光寺にある。

- 橋本清仁 - 政治家。本籍地が柴田町にある。

- 福田薫 - 漫才コンビU字工事のメンバー。母方の実家が柴田町船岡中央にある和菓子屋・仙台屋菓子本舗であり、東北放送制作のサンドのぼんやり〜ぬTVではサンドウィッチマンと共にロケを行った。

## その他
- しばた100選 - 町制60周年を記念して100の地域資源を選考[12]